# Трепопнеја
Трепопнеја или недостатак даха, глад за ваздухом, заптив, тешкоћа у дисању који се осећа током лежања на једној страни, обично на левој страни тела. Може бити симптом конгестивне срчане инсуфицијенције, тешке, пароксизмалне регургитације трикуспидалног залистка, појаве течности у плеуралној шупљини или десно-левог цурења ваздуха након лобектомије.

## Етиологија
Трепопнеја је последица болести једног плућа, једног великог бронха или хроничне конгестивне срчане инсуфицијенције која утиче само на једну страну плућа. Пацијенти са трепопнејом код већине плућних болести радије леже и спавају на супротној страни од оболелог плућа, јер гравитација повећава перфузију доњег дела плућа. Повећана перфузија у оболелим плућима повећава и хипоксемију, што би резултирало погоршањем кратког даха када се лежи на захваћеном плућима. Да би се максимизирала функција здравијег плућа и ублажила диспнеја, најбоље је да пацијент  лежи на страни здравијег плућа, како би добила адекватну перфузију. 
Болесници са хроничном срчаном инсуфицијенцијом радије леже углавном на десној страни, како би омогућили бољи повратак крви, при чему се повећава минутни волумен срца. Један изузетак је плеурални излив, код којег пацијенти мање осећају диспнеју када леже на страни плеуралног излива, уместо на здравом плућима.
Трепопнеја је и етиолошки фактор у стварању пароксизмалне ноћне диспнеје. Код одређених пацијената однос је дефинитиван. Код других, међутим, ова два синдрома нису очигледно повезана. Многе особе са трепопнејом не доживљавају пароксизмалне ноћне диспнеје. Неки се пробуде, када заузму неповољан положај у лежећем положају током спавања. Они осим симптома диспнеје, имају болове, палпитације и кашаљ. Неки су у стању да избегну тегобе у лежећем положаје подсвесно, без буђења.
Пацијенти са благим степеном трепопнеје обично су способни да спавају у најнеповољнијим лежећим положајима. Међутим, ако дође до даљег оштећења протока крви из плућа у аорту, било привремено или трајно, заузимање неповољног положаја током спавања може изазвати озбиљан напад.